# Kaj Ikast
Kaj Ikast, född 5 december 1935 i Viborg, död 3 december 2020, var en dansk politiker som var trafikminister i regeringen Poul Schlüter IV 1990–1993. Han representerade Det Konservative Folkeparti och var medlem av folketinget 1983–2005.

## Tidiga år
Kaj Ikast föddes i Viborg och är son till vårdbiträdet Kristian Marius Ikast och Iris Vibeke Ikast. Som femtonåring började den unge Ikast att studera vid en handelsskola med inriktning mot manufaktur. Utbildningen, som var fyraårig, varade mellan åren 1950 och 1954. Några år efter avlagd examen gick Ikast in i det militära och uppnådde löjtnantsgrad 1961, sedan avancerade han till premiärlöjtnant 1963 och Kapten 1969. Han blev därefter distriktsledare för hemvärnet i Haderslevdistriktet 1972, vilket han förblev fram till 1976 då han ännu en gång avancerade till att bli såväl major som distriktsledare för staben för Hjemmeværnsregion III 1980.
Kaj Ikast valdes in i folketinget för Konservative Folkepartis valkrets i Sønderjyllands Amt 1983. Han blev redan från starten partiets trafikpolitiska ordförande. Som en konsekvens av detta kom han fram till och med 1990 att ingå i ett flertal styrelser, däribland för DDL och SAS samt som medlem av Jernbanerådet, Persontrafikrådet och Vejtransportrådet. Ikast ingick dessutom i den grupp som följde upp projektet om upprättandet av Stora Bältbron. Under en lång tid ingick Ikast också i den tvärpolitiska gruppen som gick under namnet Den jyske trafikmafia, Den jylländska trafikmaffian, vars medlemmar var från Jylland och kom från olika politiska partier. Det var ett politiskt samarbete över blocken inom trafikfrågor.

## Ministertiden och efterföljande period
18 december 1990 utsågs Kaj Ikast till Danmarks nya trafikminister i partikamraten Poul Schlüters fjärde regering. Ministertiden kom att präglas av översvämningar i samband med byggandet av Stora Bältbron och problem med färjorna Ask och Urd. I Dagbladet Politikens At tænke sig-rubrik fick han smeknamnet Ikajkast efter att en färja från Kalundborg kört in i kajen i Århus. Under år 1991 moderniserades överfarten mellan Helsingör och Helsingborg, genom utbyggning av färjeterminalen i Helsingör och införskaffandet av en ny färja. Samma år ingick Ikast ett avtal med Sverige om byggandet av Öresundsbron, och fick ett politiskt flertal i folketinget bakom sig bestående av Konservative Folkeparti, Venstre, Socialdemokratiet och Centrum-Demokraterne. Han ingick också ett avtal med den tyska trafikministern om att elektrifiera järnvägen mellan Odense och Hamburg för att öka godstrafiken mellan Skandinavien och det europeiska fastlandet. Tillsammans med bl.a. Venstres Svend Heiselberg har Ikast genomfört utbyggnaden av Köpenhamns flygplats, Kastrup och han har även stått bakom elektrifieringen av järnvägen mellan Kolding och Sønderborg.
Efter att den borgerliga koalitionsregeringen avgått 1993, utsågs Kaj Ikast än en gång till sitt partis trafikpolitiska ordförande. Vid sidan om sitt arbete i folketinget har Ikast genom åren deltagit i ett antal utrikespolitiska uppdrag. År 1990 var han delegat för Konservative Folkeparti i FN:s 45:e generalförsamling i New York och efter ministertiden var han valobservatör för EU i Pakistan (1993) och valobservatör för FN i Tanzania (1995). Han har även varit medlem av Nordiska rådet och dess presidium från 1998. År 2001 blev Ikast ordförande för trafikutskottet, vilket han var fram till 2005. Slutligen har han även suttit i kommunstyrelsen i Gram och varit dess 1:a vice borgmästare.

## Förtroendeposter
- Medlem av Fællesrådet vedrørende Mineralske Råstoffer i Grønland (2008-)
- Styrelseordförande av Danmarks Vej- og Bromuseum i Holbæk (2005-2009)
- Ställföreträdare i Lønningsrådet (Finansministeriet)

## Utmärkelser
- Årets Københavner 1991
- Amager Initiativ Pris 1991
- Ekstra Bladets Nytårstorsk 1994
- Hansa Prisen 1994
- The Bridge Club (Brobyggerprisen) 1999